# 武田鉄矢・タモリスペシャル
『武田鉄矢スペシャル』（たけだてつやスペシャル）および『タモリスペシャル』は、1982年1月7日から同年1月21日までテレビ朝日系列で放送されていたテレビ朝日製作のトークバラエティ番組である。全3回（2回＋1回）。放送時間は毎週木曜 21時00分 - 21時54分（日本標準時）。
毎回多彩なゲストを招き、彼らとの対談を主とする内容で放送。第1回と第2回では武田鉄矢が、第3回ではタモリが司会を務めた。また、タモリの所属事務所である田辺エージェンシーが制作協力をした。

## 放送リスト

### 第1回
- タイトル：『武田鉄矢スペシャル 男たちだけの爆笑バラエティー!! 思わず春が来たもんだ』
- 放送日：1982年1月7日
- ゲスト：萩本欽一、横山やすし、西田敏行

### 第2回
- タイトル：『武田鉄矢スペシャル 女性だけに捧げる爆笑バラエティー!! 男のロマン』
- 放送日：1982年1月14日
- ゲスト：江夏豊、小林旭、大原麗子

### 第3回
- タイトル：『タモリスペシャル 今夜ときめきスペース』
- 放送日：1982年1月21日
- ゲスト：中村玉緒、北島三郎、阿川泰子、川中美幸